# Маслен нос
Маслен нос е част от най-източния ръкав на Странджа планина, вдаден навътре в Черно море.
Намира се до град Приморско, заобиколен е от огромни златисти плажове.
Населен е от дълбока древност. На мястото, където Ропотамо се врязва в Странджанските склонове, върху огромните скали, изваяни от реката, е възникнал древният град Ранули. На устието на реката личат останките на римски град. На самия край на носа все още стоят зидовете на крепостта Тера, охранявала този бряг. През XIII – XIV век на носа е разположено пристанището Сива.
Голяма част от Маслен нос е включена в едноименната защитена територия от категорията „природна забележителност“.
В района на Маслен нос се намира тракийското светилище Бегликташ.
Маслен нос си има и плаж. Той е разположен в южната част на носа и е обграден от двете страни с високи скали, морето е каменисто и предлага чудесни условия за гмуркане.

## Пътеводител
Плажът на Маслен нос се намира на 6 километра североизточно от Приморско. До него може да се стигне пеша или с високопроходима кола, или мотоциклет. Маршрутите са два.

### От бившата резиденция Перла
Тръгва се по черния път, който се отделя вляво преди резиденцията. Разстоянието от там до плажа е 4 километра и се изминава пеша за около час.

### От Бегликташ
Тръгва се от светилището Бегликташ по екопътека, дълга около 2.2 км, от които 1.7 км по горска пътека и 500 метра по черен път. Разстоянието се изминава пеша за около 30-40 минути. Пътеката е добре обозначена с табелки и червена маркировка.